# Viaduc du Vau-Hervé
Pour les articles homonymes, voir Hervé.
Le viaduc du Vau-Hervé, également appelé pont de chemin de fer, est un pont en arc situé sur la commune de Langueux construit entre 1902 et 1905 par Louis Harel de la Noë. Il a été conçu pour la ligne Saint-Brieuc - Moncontour des chemins de fer des Côtes-du-Nord.

## Historique
Le pont est construit afin de passer par-dessus un ruisseau.
Il sert actuellement de chemin piétonnier le long des grèves de Langueux et n'est plus entretenu.
L'association des chemins de fer des Côtes-du-Nord projette la création d'une ligne touristique qui emprunterait ce viaduc.

## Caractéristiques

### Dimension
| Longueur | Largeur | Hauteur | Arches                            |
| -------- | ------- | ------- | --------------------------------- |
| 58,20 m  |         | 10 m    | 7 ayant une portée de 7 m chacune |

### Matériaux

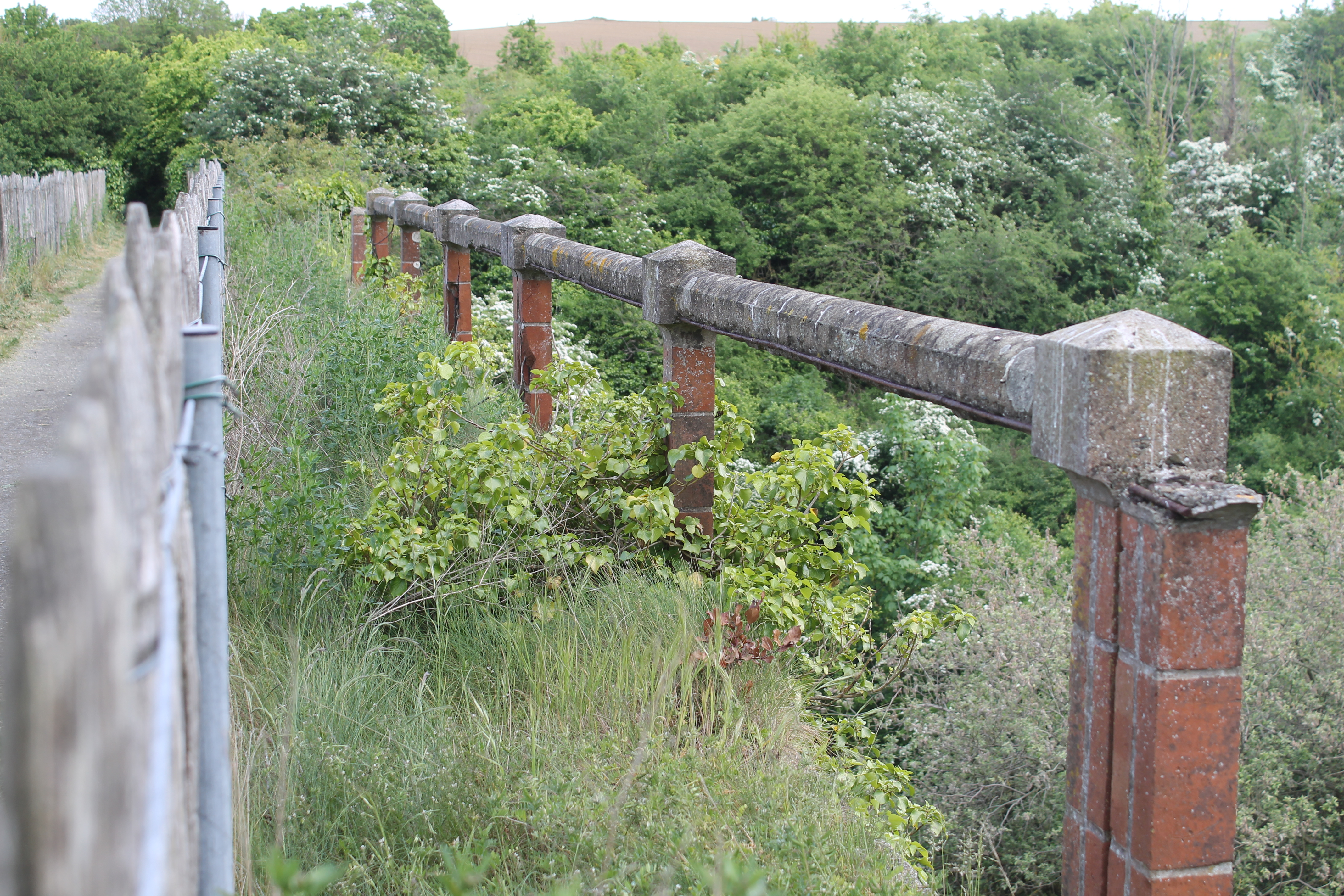

Les principaux matériaux utilisés seront de la pierre (schiste, gneiss et moellon), des briques, du ciment et du béton armé.

## Pont des Nouettes
Le viaduc du Vau-Hervé était suivi du petit pont des Nouettes, constitué d'une arche de 7 mètres d'ouverture, détruit en 1978.